# Система электроснабжения
Система электроснабжения (скор. СЭС) — совокупность источников и систем преобразования, передачи и распределения электрической энергии.
Конфигурация СЭС — схема расположения входящих в систему электроснабжения источников электроэнергии, устройств распределения, передачи, преобразования электроэнергии (электростанции, линии электропередачи, трансформаторные подстанции, распределительные устройства и т. д.).  Имеется центр электрических нагрузок (ЦЭН) — точку, в которой показатели разброса потребителей электроэнергии в системе электроснабжения имеют наименьшее значение.
Система электроснабжения не включает в себя потребителей (или приёмников электроэнергии).

## Классификация СЭС
1. По типу источников электроэнергии — электрохимические, дизель-электрические, атомные и т. д.
2. По конфигурации — централизованные, децентрализованные, комбинированные.
3. По роду и частоте тока — постоянного тока, переменного тока 50 Гц, переменного тока 400 Гц и др.
4. По числу фаз — одно-, двух-, трёх-, многофазные.
5. По режиму нейтрали — с изолированной нейтралью, глухозаземлённой нейтралью, компенсированной нейтралью и т. д.
6. По надёжности электроснабжения — обеспечение потребителей 1 (1А, 1Б, 1В), 2, 3 категорий надёжности, обеспечение смешанных потребителей.
7. По назначению — системы автономного, резервного, аварийного, дежурного электроснабжения.
8. По степени мобильности — стационарные, мобильные, возимые, носимые.
9. По принадлежности к основному потребителю — СЭС автомобиля, танка, вертолёта, спутника и т. д.

## Состав СЭС
Система электроснабжения может включать в себя:
- источники электроэнергии, например: ГЭС, ТЭС, солнечная батарея, ветрогенератор;
- систему передачи электроэнергии, например: воздушная линия электропередачи, кабельная линия электропередачи, электропроводка;
- систему преобразования электроэнергии, например: трансформатор, автотрансформатор, выпрямитель, преобразователь частоты, конвертор;
- систему распределения электроэнергии, например: открытое распределительное устройство, закрытое распределительное устройство;
- систему релейной защиты и автоматики, например: защита от перенапряжения, грозозащита, защита от короткого замыкания, дуговая защита;
- систему управления и сигнализации, например: система диспетчерской связи, автоматизированная система контроля и управления энергией (АСКиУЭ), автоматизированная система коммерческого учёта энергии (АСКУЭ);
- систему эксплуатации, например: технологические карты, графики нагрузки, графики регламентного технологического обслуживания;
- систему собственных нужд, например: системы обогрева, освещения, вентиляции в зданиях и сооружениях, где размещены элементы СЭС;
- систему надёжного электроснабжения наиболее ответственных потребителей, например: источник бесперебойного питания, система автономного электроснабжения (САЭ), система резервного электроснабжения (СРЭ), мобильная система аварийного электроснабжения (МСАЭ), Автоматический ввод резерва.